# Vite Krist

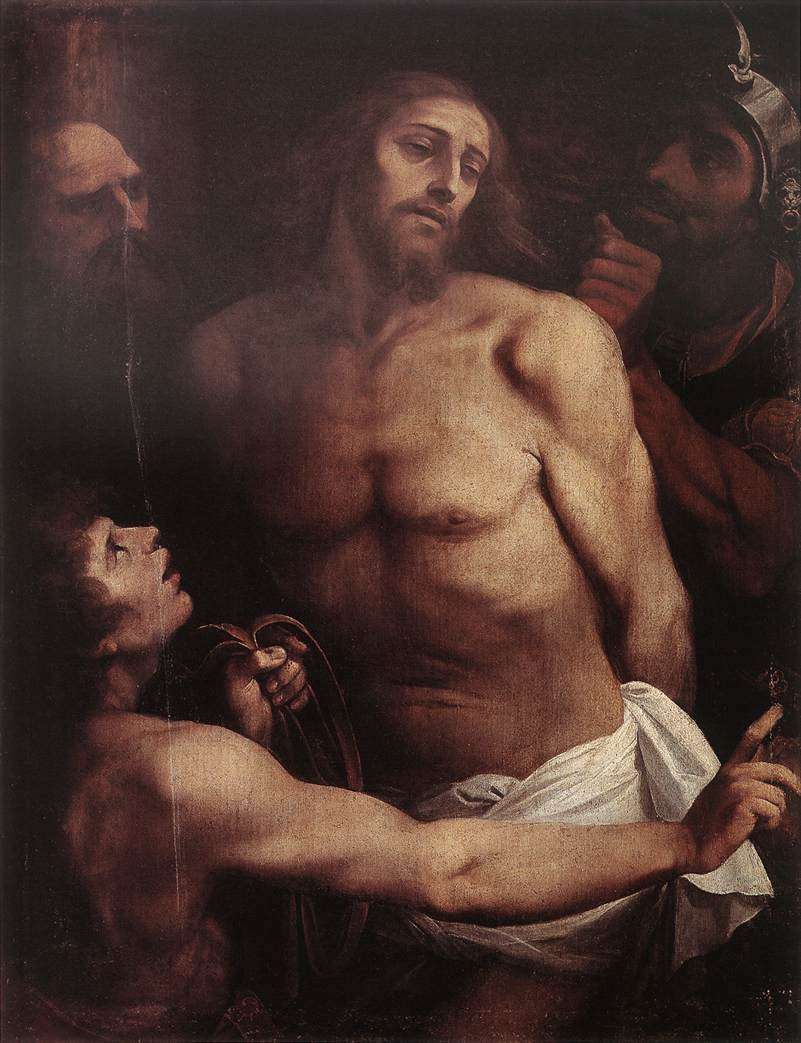
Vite Krist (Kristus)

Vite Krist (fornisländska: Hvítakristr) var ett namn för Kristus som började användas bland islänningarna under fornnordisk och tidig kristen tid. Namnet brukades både av kristna och icke-kristna.
Det finns flera förslag till förklaringar till hur namnet uppstod. Möjligen var det för att kontrastera honom mot asaguden Tor som även kallades för "Röde Tor" i den fornnordiska mytologin. En annan teori är att namnet ska ha uppstått genom att man använde en vit dopdräkt och som man sedan skulle bära en viss tid som ett vittnesbörd om att man hade blivit kristen.